# Универзални приступ образовању
Универзални приступ образовању је способност свих људи да имају једнаке могућности у образовању, без обзира на социјалну класу, расу, пол, сексуалност, етничку припадност или физичке и менталне сметње. Термин се користи и приликом пријема на факултете за средње и ниже разреде и у помоћној технологији  за инвалиде. Неки критичари сматрају да ова пракса у високом образовању, за разлику од строге меритократије, узрокује ниже академске стандарде. Да би олакшале приступ образовању свима, државе имају право на образовање.
Универзални приступ образовању подстиче низ педагошких приступа за постизање ширења знања кроз разноликост социјалног, културног, економског, националног и биолошког порекла. Првобитно развијене са темом приступа једнаким могућностима и укључивања ученика са потешкоћама у учењу или са физичким и менталним сметњама, теме које уређују универзални приступ образовању сада су се прошириле у све облике способности и различитости. Међутим, како је дефиниција различитости сама по себи широко удруживање, наставници који остварују универзални приступ непрестано ће се суочавати са изазовима и уврштавати прилагођавања у свој план предавања како би подстакли теме једнаких могућности образовања.
Како се универзални приступ наставља инкорпорирати у амерички образовни систем,  професора и инструктора на факултету се захтева (у неким случајевима по закону) да преиспитају методе олакшавања универзалног приступа у својим учионицама. Универзални приступ факултетском образовању може укључивати пружање различитих метода процене учења и задржавања. На пример, да би утврдио колико је материјала научено, професор може да наведе више метода оцењивања. Методе оцењивања могу обухватати свеобухватан испит, јединствене испите, портфеље, истраживачке радове, прегледе литературе, усмени испит или домаће задатке.  Пружање различитих начина за процену обима учења и задржавања не само да ће идентификовати празнине у универзалном приступу, већ ће можда и разјаснити начине за побољшање универзалног приступа.